# Box de SFR
Ne doit pas être confondu avec La Box Fibre de SFR, ancienne LaBox by Numericable, délivrée aux abonnés DOCSIS.
La box de SFR, anciennement Neufbox à l'époque de Neuf Télécom, est un appareil électronique fourni par le fournisseur d'accès à Internet français SFR qui permet à ses abonnés d'accéder à Internet au moyen d'une connexion ADSL, VDSL2, FTTLA ou FTTH. Elle permet de raccorder des appareils à Internet avec un câble RJ45 ou en Wi-Fi, mais aussi de recevoir le téléphone en passant également par un câble RJ45, ou encore de recevoir la télévision avec le décodeur TV généralement couplé à la box.
Il est également possible de faire d'autres usages de la box SFR, par exemple y brancher un module femtocell, partager des imprimantes sur le réseau, ou encore installer un firmware alternatif afin d'installer des programmes supplémentaires.
La box de SFR est définie comme l’« équipement terminal du réseau ».
Plusieurs versions coexistent, la plus récente étant la SFR Box 8X, présentée en février 2022.

## Distribution
Une SFR Box est prêtée à tout nouvel abonné à une offre Internet afin de lui permettre d'utiliser les services de l'opérateur. Les mensualités des abonnements proposés par SFR incluent systématiquement le coût de ce matériel.
Jusqu'en février 2018, la box de SFR était louée à l'abonné au prix de 5 €/mois, quelle que soit la formule d'abonnement choisie.
La pratique de la vente des box Internet a été abandonnée par SFR à la fin des années 2000.

## Historique des versions
| Version                                  | Date          | Nouveautés | Connectique |
| ---------------------------------------- | ------------- | --- | --- |
| Tout9                                    | 2002          | Il s'agit de la première box proposée par Neuf Télécom permettant : - L'accès à internet, via USB ou Ethernet, avec un débit descendant allant jusqu'à 8 Mbit/s (ADSL1) ; - La téléphonie sur IP. | - 1 port USB (type B) ; - 1 port RJ45 pour le réseau local ; - 1 port RJ11 pour l'ADSL ; - 1 port RJ11 pour la téléphonie. |
| Neufbox Trio2                            | 2003          | Cette seconde box, appelée dorénavant Neufbox, apporte : - Le Wi-Fi 802.11b par l'ajout d'une carte PCMCIA ; - Le support de l'ADSL2+ ; - Un design légèrement revu. Elle est fabriquée par Ambit. | - 1 port USB (type B) ; - 1 port RJ45 pour le réseau local ; - 1 port PCMCIA ; - 1 port RJ11 pour l'ADSL ; - 1 port RJ11 pour la téléphonie. |
| Neufbox Trio3C                           | 2004          | Cette troisième version correspond à la première box triple-play de Neuf Télécom. Elle apporte : - Le support du décodeur Neuf TV ; - L'ADSL2+ jusqu'à 20 Mbit/s ; - Le mode routeur (avec la version 816 du firmware) ; - Le Wi-Fi en 802.11g possible par l'ajout d'une carte PCMCIA. Elle est fabriquée par Foxconn. | - 1 port USB (type B) ; - 1 port RJ45 pour le réseau local ou la télévision ; - 1 port PCMCIA ; - 1 port RJ11 pour l'ADSL ; - 1 port RJ11 pour la téléphonie. |
| Neufbox Trio3D                           | 2005          | Variante de la Trio3C apportant un second port Ethernet, l'un étant réservé au décodeur Neuf TV. Le mode routeur est activé nativement. | - 1 port USB (type B) ; - 1 ports RJ45 pour le réseau local ; - 1 ports RJ45 pour la télévision ; - 1 port PCMCIA ; - 1 port RJ11 pour l'ADSL ; - 1 port RJ11 pour la téléphonie. |
| Neufbox F@st3302                         | 2006          | Cette Neufbox correspond à la C-Box de Cegetel, qui à la suite du rachat de ce dernier par Neuf Télécom, a été commercialisée sous la marque Neufbox par Neuf courant 2006 (afin d'éviter les ruptures de stock). Elle se distingue de la Trio3C par : - La présente d'un bouton « REG » pour l'association Wi-Fi ; - La prise en charge du chiffrement WPA pour le Wi-Fi. Elle est fabriquée par Sagem. | - 1 port USB (type B) ; - 1 ports RJ45 pour le réseau local ; - 1 ports RJ45 pour la télévision ; - 1 port PCMCIA ; - 1 port RJ11 pour l'ADSL ; - 1 port RJ11 pour la téléphonie. |
| Neufbox 4                                | Janvier 2007  | Cette quatrième génération de la Neufbox apporte : - La gestion native du Wi-Fi ; - L'émission d'un hotspot NeufWifi et FON ; - 2 ports USB maîtres pour connecter des périphériques (imprimantes, disques dur...) ; - 2 ports Ethernet supplémentaires ; - Une refonte du design avec un logo Neuf lumineux ; - Le support du Wi-Fi 802.11n via l'insertion d'une carte PCMCIA ; - Un processeur MIPS 300 MHz. Afin de sécuriser les approvisionnements, la Neufbox 4 est fabriquée par Foxconn et Sercomm, tout comme les modèles suivants. Le firmware quant à lui est développé par Efixo et basé sur la distribution Linux OpenWrt. | - 1 port USB (type B) ; - 2 ports USB maîtres ; - 3 ports RJ45 pour le réseau local ; - 1 port RJ45 pour la télévision ; - 1 port PCMCIA ; - 1 port RJ11 pour l'ADSL ; - 1 port RJ11 pour la téléphonie ; - 1 port Mini PCI (interne).                                                                       |
| Neufbox 4 v2                             | Juin 2008     | Variante de la Neufbox 4, mais : - À la suite du rachat de Neuf par SFR, elle n'affiche plus le logo Neuf lumineux et depuis mai 2012, elle est renommée « La box de SFR » ; - Le relais FT/VOIP[Quoi ?] est supprimé ; - Le port Mini PCI interne est également supprimé. Du fait de la suppression du relais FT/VOIP, cette Box est destinée aux clients en dégroupage total. | - 1 port USB (type B) ; - 2 ports USB maîtres ; - 3 ports RJ45 pour le réseau local ; - 1 port RJ45 pour la télévision ; - 1 port PCMCIA ; - 1 port RJ11 pour l'ADSL ; - 1 port RJ11 pour la téléphonie. |
| Neufbox 5                                | Décembre 2008 | Peu différente visuellement de la Neufbox 4, si ce n'est par sa couleur noire, cette dernière génération de Neufbox offre l'accès à internet à très haut débit jusqu'à 100 Mbit/s en fibre optique. Elle apporte : - Le Wi-Fi 802.11n ; - La gestion de plusieurs lignes téléphonique sur IP (par l'utilisation de téléphones IP) ; - La gestion de plusieurs décodeurs Neuf TV ; - Des ports Ethernet 1 Gbit/s. | - 2 ports USB maîtres ; - 4 ports RJ45 pour le réseau local et la télévision ; - 1 cage SFP pour recevoir un module optique ; - 1 port RJ45 pour recevoir un convertisseur optique ; - 1 port PCMCIA ; - 1 port RJ11 pour la téléphonie.                                                                     |
| Box Évolution (ou Neufbox 6)             | Novembre 2010 | De couleur blanche et tranchant radicalement au niveau design par rapport aux modèles antérieurs, cette nouvelle box est la plus petite du marché. Selon SFR, 70 % d'éléments qui la composent sont recyclables et sa consommation électrique et de 30 à 40 % inférieure à celle de ses concurrentes. Elle apporte : - Le support du Wi-Fi 802.11b/g/n 20 MHz ; - Le support du Wi-Fi 802.11n 40 MHz ; - Des ports Ethernet 1 Gbit/s ; - La compatibilité avec la 3G+ par le branchement d'une clé 3G ; - La compatibilité avec la fibre optique par le branchement d'un ONT ; - Un processeur MIPS 400 MHz Dual-core ; - La ligne téléphonique VoIP (prise RJ11 sur laquelle brancher le téléphone) n'est plus branchée directement sur la box mais via la prise murale que cette dernière utilise pour se connecter sur la prise téléphonique murale, ceci grâce à l'utilisation d'un port RJ45 (au contour de couleur verte) au lieu d'un port RJ11 côté box habituellement ; Après une mise à jour, le nom Neufbox disparaît pour ne laisser que le logo SFR. | - 2 ports USB maîtres (dont 1 pour brancher une clé 3G SFR ou une femtocell) ; - 4 ports RJ45 pour le réseau local et la télévision ; - 1 port RJ45 pour recevoir un ONT ; - 1 port RJ45 qui est dérivé en deux câbles, pour l'ADSL et pour la téléphonie. - dimensions : 160 mm (L) x 43 mm (P) x160 mm (H) |
| Box Évolution VDSL (ou Neufbox 6V)       | Courant 2013  | Les mêmes caractéristiques que le modèle précédent mais avec la compatibilité avec le VDSL2, ainsi que de meilleurs capacités de stockage et de mémoire. Cette box est proposée aux nouveaux clients. | |
| Box Plus (ou Neufbox 7 ou Neufbox 6 VAC) | Juillet 2016  | Cette nouvelle box, dédiée aux abonnés xDSL et FTTH, apporte principalement le support du Wi-Fi 802.11ac, plus rapide et plus stable tout en proposant une meilleure couverture dans la maison. | - 1 port USB (type A) ; - 4 ports RJ45 pour le réseau local et la télévision ; - 1 port RJ45 pour recevoir un ONT ; - 1 port RJ45 pour le DSL ; - 1 port RJ11 pour la téléphonie. - dimensions : 181 mm (L) x 45 mm (P) x 225 mm (H)                                                                         |
| SFR Box 8                                | Août 2019     | La nouvelle Box SFR 8 vise à répondre à de nouvelles exigences techniques, notamment avec un Wi-Fi 3 fois plus puissants que le modèle précédent. Cette box internet est par ailleurs disponible avec les box ADSL et FTTH du fournisseur d'accès. Avec la SFR Box 8 TV, il est même possible de profiter d'un assistant vocal ainsi que d'une enceinte intégrée. L'ensemble est enfin compatible Dolby Atmos et Dolby Vision. | - 1 port USB-C 3.1 - 1 port voix sur IP (RJ45) - 2 ports Ethernet - Wi-Fi 6 - Dimensions 35x244x202 mm |
| SFR Box 8X                               | Février 2022  | Les mêmes caractéristiques que le modèle précédent mais avec 2 ports Ethernet supplémentaire et 1 port SFP de 10 Gbit/s. | - 1 port USB-C 3.1 - 1 port voix sur IP (RJ45) - 1 port SFP - 4 ports Ethernet - Wi-Fi 6 - Dimensions 35x244x202 mm |

Le Décodeur Plus, dévoilé en janvier 2017, fabriqué par Sagemcom est fourni sur demande et permet d'accéder aux contenus en haute définition de SFR TV. Le décodeur étant équipé du Wi-Fi ac, associé à la Box Plus, il pourra alors proposer une connexion sans-fil grâce au Wi-Fi.

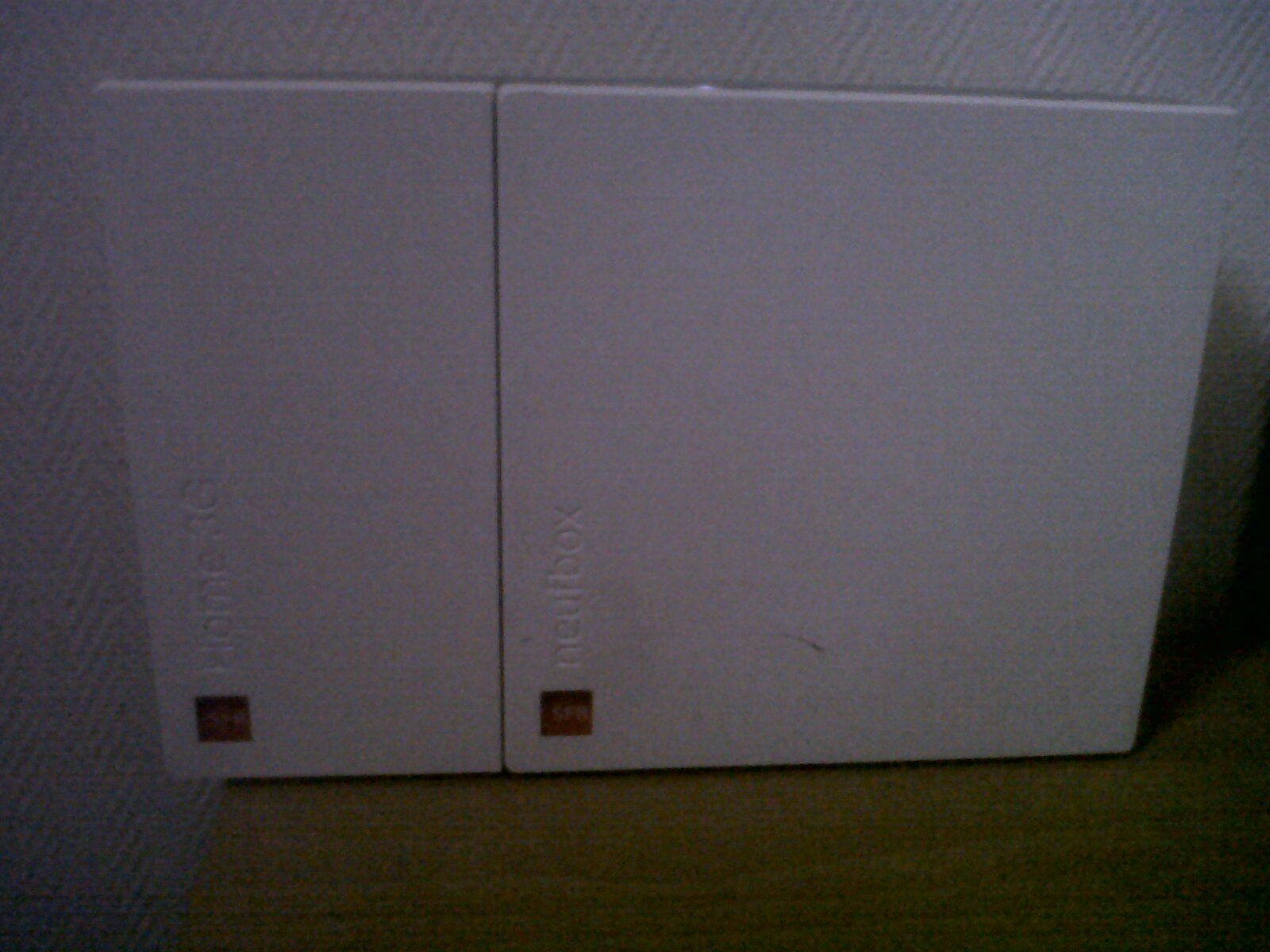
Le module 3G+ la box Évolution assemblés
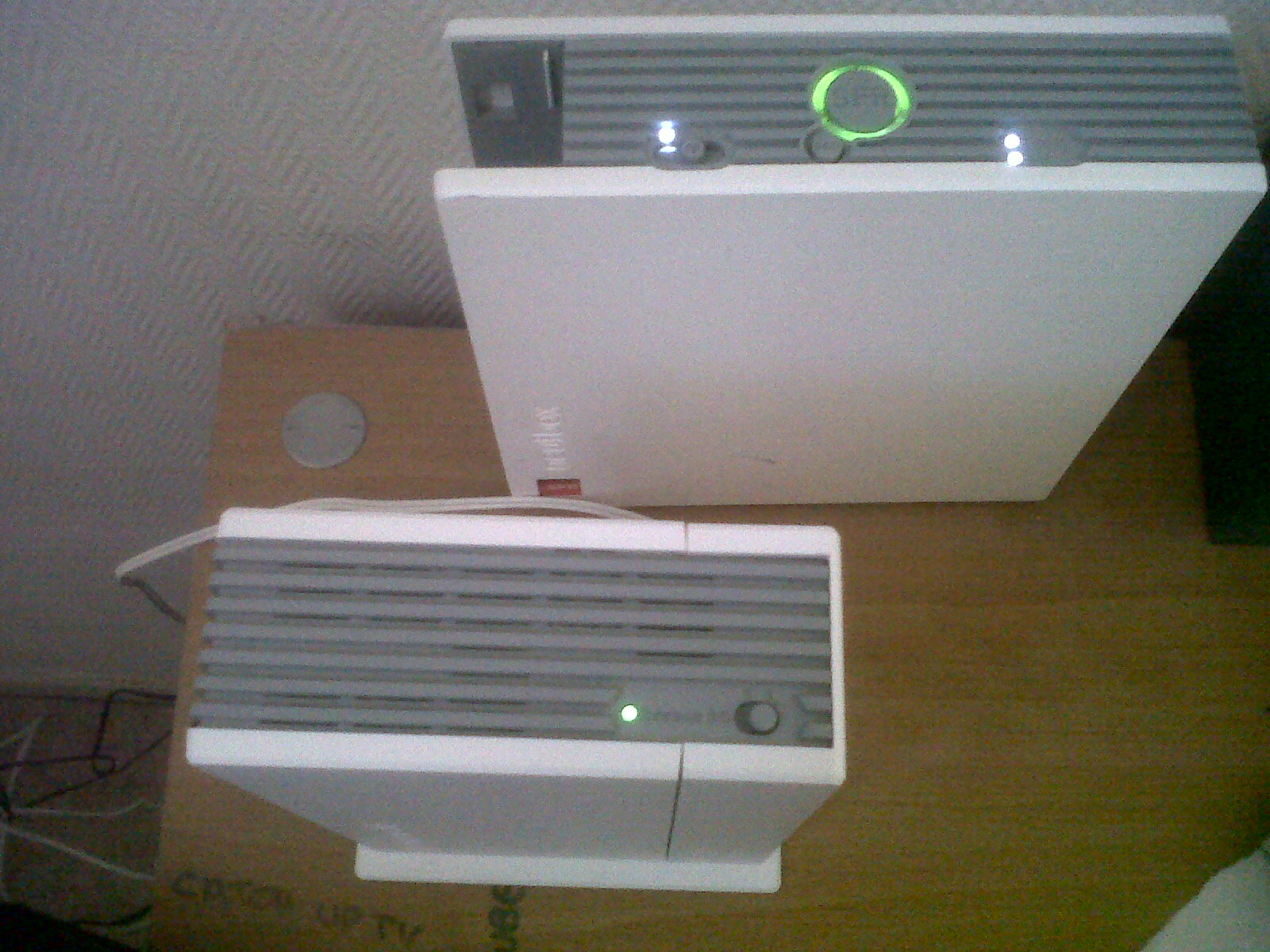
Le module et la box Évolution non assemblés
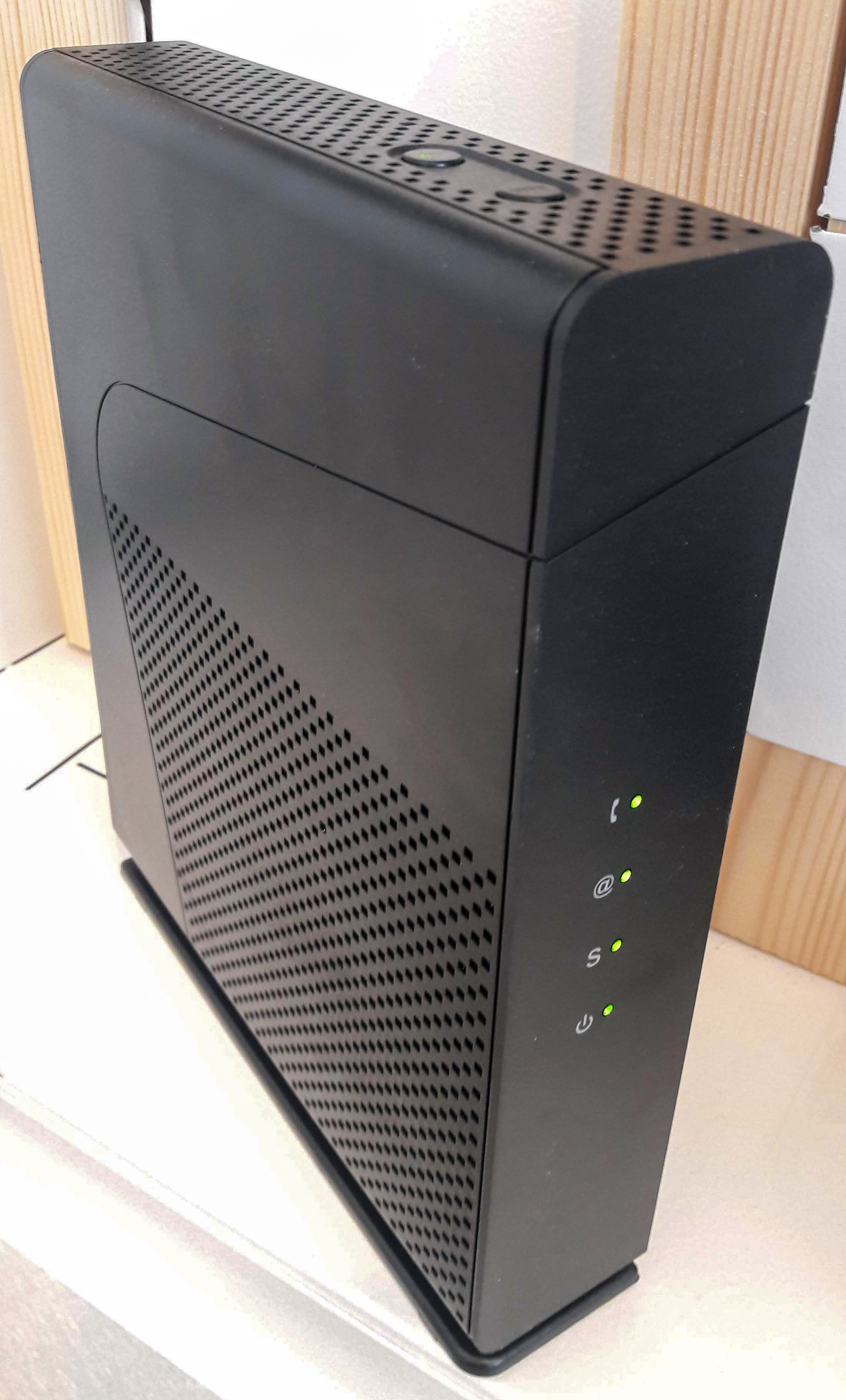
SFR Box Plus (avant)
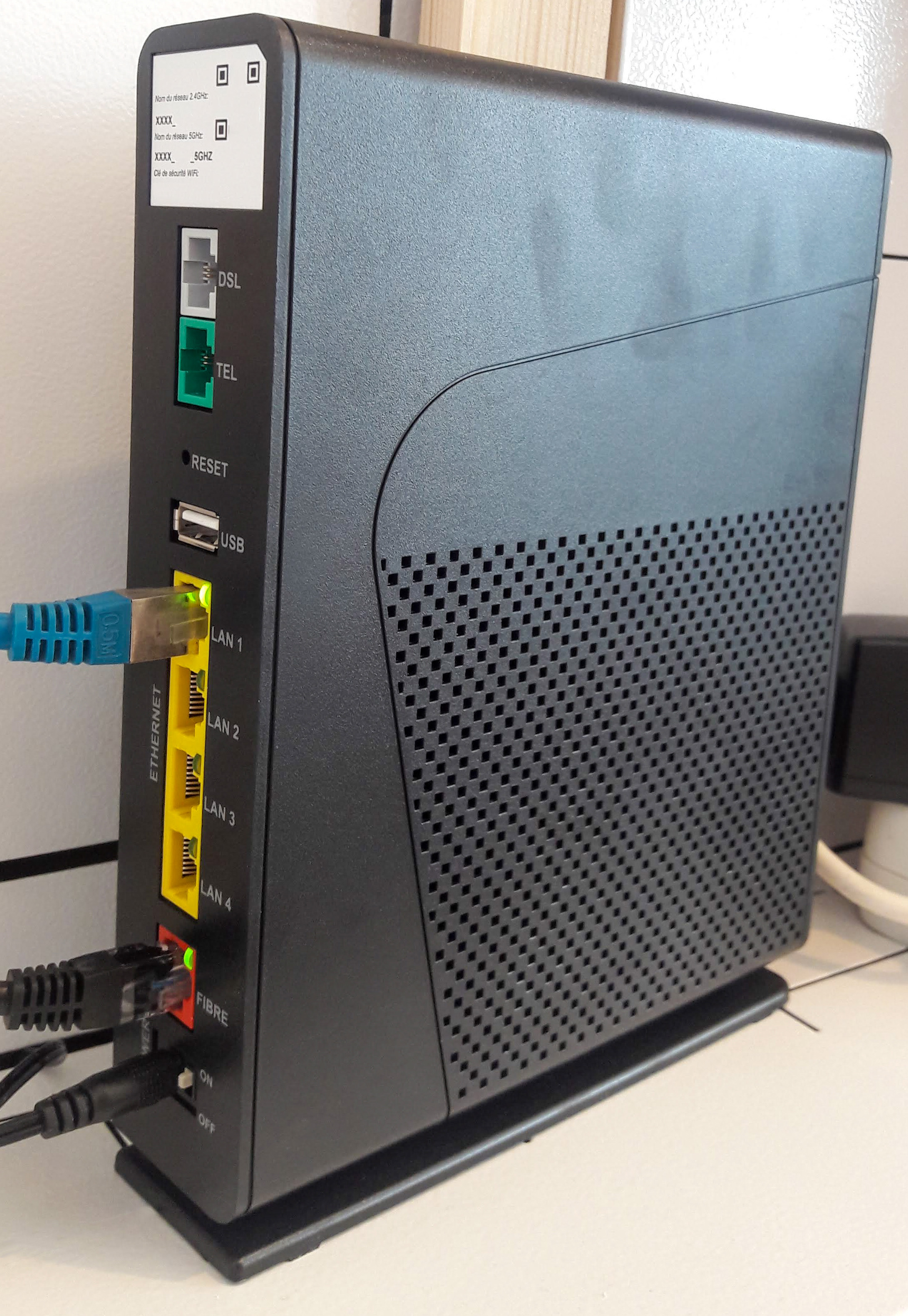
SFR Box Plus (arrière)

### Internet
La box de SFR permet d'accéder à Internet. Le débit maximum théorique de la connexion peut dépendre de la version de la Neufbox, de la longueur de la ligne, du dégroupage, ainsi que de l'offre souscrite :
- Neufbox Tout9 et Trio2 : 8 Mbit/s en réception et 896 kbit/s en émission (débits maximum ATM) ;
- Neufbox Trio3C, Trio3D et F@st3302 : 20 Mbit/s en réception et 1 Mbit/s en émission (débits maximum ATM) ;
- Neufbox 4 : 24 Mbit/s en réception et de 1 Mbit/s en émission (débits maximum ATM) ;
- Neufbox 5 : 100 Mbit/s en réception et 50 Mbit/s en émission ;
- Neufbox 6 : ~850 Mbit/s en réception et 200 Mbit/s en émission en FTTH, 24 Mbit/s en réception et de 1 Mbit/s en émission en ADSL2+ ;
- Neufbox 6V : 1 Gbit/s en réception et 500 Mbit/s en émission en FTTH, 95 Mbit/s en réception et de 50 Mbit/s en émission en VDSL2.

La connexion à l'ordinateur peut se faire via Ethernet, Wi-Fi ou USB.

### Wi-Fi
La Box Plus supporte les normes Wi-Fi 802.11b/g/n/ac, sur la bande de fréquences 2,4 GHz et 5 GHz.
Un système de hotspot nommé SFR WiFi FON, anciennement NeufWifi, permet aux abonnés SFR ainsi qu'aux membres du réseau FON de se connecter gratuitement sur la box d'autres abonnés. Il est basé sur le logiciel libre ChilliSpot.

### Téléphonie
Il est possible de brancher un téléphone classique pour disposer d'une ligne téléphonique VoIP. Diverses fonctionnalités téléphoniques sont disponibles sur cette ligne sans surcoût : double appel, transfert, rejet des appels dont le numéro est masqué, abonnés absents, affichage du numéro appelant, etc.
La Neufbox ne permet pas d'utiliser le ringback tone.

## Open-source
Le 16 janvier 2007, dans un communiqué de presse pour le lancement de la Neufbox 4, Neuf Cegetel mentionne l'utilisation de logiciels open source dans le firmware, et promet : « Les sources concernées par la licence publique générale seront mises à la disposition de la communauté de développeurs via un site Internet dédié ».
Le 28 août 2007, Neuf Cegetel a mis à disposition les sources libres utilisées dans le firmware de la Neufbox 4 sur le site d'Efixo[pertinence contestée], la société chargée du développement de ce firmware.
Le 15 avril 2010, Efixo publie les sources libres et les outils permettant la création du firmware 2.1.5 de la Neufbox sur le site d'Efixo[pertinence contestée]. À savoir que le firmware est basé sur OpenWrt.
Le 6 janvier 2014, Rachat de SFR par Numéricable, disparition des sites publiant les firmware SFR Box (ex NeufBox). (Le code n'est plus ouvert depuis).